# Operação Nuvens de Outono
A Operação "Nuvens de Outono" (em hebraico:  מבצע ענני סתיו) foi uma operação militar israelense de 2006 iniciada após vários ataques de foguetes e morteiros no sul de Israel, quando as Forças de Defesa de Israel entraram na Faixa de Gaza, desencadeando combates esporádicos perto de Beit Hanoun. A operação foi o primeiro esforço militar realizado pelos militares israelenses desde a Operação Chuvas de Verão no verão de 2006. A operação foi lançada para impedir ataques de foguetes palestinos em Israel.
As autoridades do governo palestino informaram em 7 de novembro que as tropas das Forças de Defesa de Israel estavam começando a se retirar, encerrando assim a operação. Cinquenta e três palestinos, incluindo dezesseis civis e um soldado israelense, foram mortos desde 31 de outubro.
Em 8 de novembro ocorreu um incidente no qual as Forças de Defesa de Israel atingiram por engano uma fileira de casas gazenses em Beit Hanoun, matando dezenove palestinos e ferindo mais de quarenta. O ataque seguiu-se a retirada israelense da Faixa de Gaza. Israel expressou arrependimento e atribuiu o incidente a uma falha técnica. Posteriormente, um relatório da ONU, escrito pelo Relator Especial, concluiu que ″parece claro que o disparo indiscriminado de projéteis contra um bairro civil sem qualquer objetivo militar aparente constituiu um crime de guerra, pelo qual tanto o comandante como aqueles que lançaram o ataque de artilharia de 30 minutos devem ser responsabilizados criminalmente″.

## Consequências
Israel se recusou a cooperar com o Conselho de Direitos Humanos da ONU e obstruiu qualquer investigação internacional sobre o assunto. Uma missão mandatada pelo Conselho de Direitos Humanos, que deveria ter sido liderada pelo Arcebispo Desmond Tutu, foi recusada a entrar em Israel e no Território Palestino Ocupado. Em 11 de novembro, os Estados Unidos vetaram um projeto de resolução do Conselho de Segurança pedindo o estabelecimento de uma missão de investigação sobre os eventos de 8 de novembro em Beit Hanoun.